# Y'a pas pire conducteur
Y'a pas pire conducteur is een televisieprogramma op de Belgische Franstalige zender La Une. Het is een realityreeks waarin elk seizoen wordt gezocht naar de slechtste (Franstalige) chauffeur van het land. Het werd voor het eerst getoond in 2007, gepresenteerd door Jean-Louis Lahaye en Maureen Louys. Er is ook telkens een vierkoppige jury, waarin onder meer Daniel De Nève, Frédéric Bouvy, een beroepspiloot, een psychologe en een rijinstructeur zetelden. Naast het humoristische aspect probeert het programma ook een pedagogische rol te vervullen.
In het programma worden elk seizoen achttal kandidaten geselecteerd die weliswaar hun rijbewijs hebben gehaald, maar erg slechte chauffeurs blijken te zijn. Elke kandidaat neemt deel met een partner, die meestal passagier mag zijn. Elke aflevering moeten de kandidaten een aantal proeven afleggen. Op het eind van de aflevering mag de beste kandidaat naar huis.
Eerder verscheen in 2004 in Zwitserland al "Y'a pas pire conducteur en Suisse romande!" op RTS Un, gepresenteerd door Jacques Deschenaux en Irma Danon. Sinds 2010 werden ook in Frankrijk afleveringen gemaakt voor de zender M6. Vanaf 2010 presenteerde Lahaye en Louys op RTBF het programma "Y a pas pire animal", waarin het ditmaal over het gedrag van dieren ging.